# 此花通
此花通（このはなどおり）とは、大阪市此花区内を東西に走る幹線道路の一つ。

## 概要
此花区の国道43号伝法六丁目交差点から西に延びる道路である。伝法六丁目交差点 - 酉島交差点付近までの東側区間は主に住宅地が広がるが、それより西は沿線が工業地帯である。さらに西では常吉大橋を経て、舞洲へと行くことができる。
南側には正蓮寺川が流れており、ほぼ並行している。幹線道路となっている大阪市内の筋・通りの中では、数少ない1区だけで完結する通りとなっている。

## 沿線情報
- 伝法駅 - 阪神なんば線
- 正蓮寺
- 大阪市立酉島小学校
- 旧大阪市立此花総合高等学校跡地（現咲くやこの花中学校・高等学校）
- 大阪シティバス酉島営業所
- 大阪ガス
- 此花工業団地
- 阪神高速5号湾岸線（出入口はない）
- 大阪北港マリーナ[1]

## 接続路線
- 国道43号 - 伝法六丁目交差点